# Jože Pučnik
Jože Pučnik (ur. 9 marca 1932 w Črešnjevcu, zm. 12 stycznia 2003) – słoweński polityk, socjolog, nauczyciel akademicki i publicysta, więzień polityczny w czasach komunistycznych, lider Demokratycznej Opozycji Słowenii, parlamentarzysta. Jeden ze współtwórców niepodległej Słowenii.

## Życiorys
W szkole średniej publikował w uczniowskim periodyku „Iskanja”. W ramach represji uniemożliwiono mu studia i powołano do Jugosłowiańskiej Armii Ludowej. Po odbyciu służby wojskowej kształcił się na Uniwersytecie Lublańskim. W 1958 ukończył filozofię, po czym został asystentem na tej uczelni. W międzyczasie publikował w periodyku „Revija 57”, w którym krytykował komunistyczny system gospodarczy. Został za to skazany na karę 9 lat pozbawienia wolności, której część odbył w latach 1958–1963. Rok później ponownie uwięziony za współpracę z niezależnym pismem „Perspektive”, zwolniony został w 1966. Wyemigrował następnie do Niemiec, gdzie uzyskał azyl polityczny i gdzie doktoryzował się z socjologii na Uniwersytecie w Hamburgu. Początkowo był w Niemczech pracownikiem fizycznym, później został nauczycielem akademickim.
W latach 80. należał do autorów magazynu kulturalnego „Nova revija”. W 1989 został liderem partii SDZS, przemianowanej w Socjaldemokratyczną Partię Słowenii (SDSS), a rok później przewodniczącym współtworzonej przez nią koalicji DEMOS. W 1990 wystartował w demokratycznych wyborach na prezydenta Socjalistycznej Republiki Słowenii, w drugiej turze otrzymał około 41% głosów, przegrywając z reformatorskim działaczem komunistycznym Milanem Kučanem. Uzyskał jednocześnie mandat poselski do słoweńskiego parlamentu, aktywnie wspierał słoweńskie dążenia do niepodległości. Od 1992 do 1993 był wicepremierem w gabinecie Janeza Drnovška. W 1992 ponownie został posłem do Zgromadzenia Państwowego, sprawując mandat do 1996. W 1993, po słabym wyniku wyborczym swojej partii, zrezygnował z kierowania SDSS na rzecz Janeza Janšy.
W 2006 pośmiertnie otrzymał Order za Wybitne Zasługi. W 2007 jego imieniem nazwano port lotniczy w Lublanie.